# ويليام لو
ويليام لو هو سياسي كندي، ولد في 5 أغسطس 1833 ببلفاست في المملكة المتحدة، وتوفي في 21 نوفمبر 1901 في كندا. حزبياً، نشط في الحزب الليبرالي في نوفا سكوشا ‏. وقد انتخب عضو مجلس نواب نوفا سكوتيا.